# Edmond-François Calvo
Edmond-François Calvo (Elbeuf, 26 augustus 1892 – Parijs, 11 oktober 1957) was een Franse stripauteur die voornamelijk bekend was voor zijn strips met antropomorfe dieren in de hoofdrol. Hierdoor wordt hij ook weleens de Franse Walt Disney genoemd.

## Jeugd
Calvo werd in 1892 in de Franse gemeente Elbeuf in Normandië geboren. Hij werd gemobiliseerd tijdens de Eerste Wereldoorlog, waarna hij in een fabriek ging werken. Vervolgens volgde hij zijn grootvader op als directeur van een riemenfabriek. Intussen tekende hij ook vanaf 1919 enkele jaren cartoons bij enkele bladen waaronder Le Canard enchaîné en L'Esprit de Paris. In 1920 opende hij met zijn vrouw een herberg in de gemeente Pont-Saint-Pierre. Intussen oefende hij ook andere beroepen uit, zoals houtsnijder en beeldhouwer.

## Stripcarrière
In 1938 verkocht hij zijn herberg en verhuisde hij met zijn gezin naar Parijs. Hier begon hij in datzelfde jaar te werken voor de uitgeverij Publications Offenstadt, waar hij aanvankelijk enkele boeken illustreerde. Algauw maakte hij strips voor de stripbladen van die uitgeverij waaronder Fillette, L'Épatant en Junior. Geleidelijk aan tekende hij ook voor andere uitgeverijen en enkele regionale kranten. Tijdens de Tweede Wereldoorlog was Calvo te oud om gemobiliseerd te worden. Dus bleef hij tekenen. Vanaf 1942 tekende hij nog veertien verschillende stripreeksen, waarvan Patamousse (Nederlands: Patamoes), Cricri souris d’appartement (op scenario van Marijac) Rosalie, Coquin le petit cocker en Moustache et Trottinette (Nederlands: Snorretje en Trippelteen) de bekendste zijn. Deze verschenen in verscheidene bladen waaronder La Semaine de Suzette en Femmes d'aujourd'hui. 
Zijn bekendste werk is de strip La bête est morte ! (Nederlands: Het beest is dood), met scenario van Victor Dancette en Jacques Zimmermann, die in 1944 en 1945 verscheen.

## Nalatenschap
Calvo inspireerde verscheidene stripauteurs, waaronder zijn leerling Albert Uderzo, die later samen met René Goscinny de strip Asterix creëerde.
In 2008 gaf Calvo's kleinzoon een collectie bestaande uit 800 stukken van Calvo aan het stripmuseum gelegen in de Franse stad Angoulême. Deze collectie omvat vooral platen en originele tekeningen.